# Nothobranchius palmqvisti
Nothobranchius palmqvisti is een straalvinnige vissensoort uit de familie van de killivisjes (Nothobranchiidae). De wetenschappelijke naam van de soort is voor het eerst geldig gepubliceerd in 1907 door Einar Lönnberg.
De soort komt voor in Oost-Afrika; ze werd in Tanga (tegenwoordig in Tanzania)  in een overstroomde cacaoplantage ontdekt door een Zweedse expeditie naar Duits-Oost-Afrika in 1905. Ze is genoemd naar G. Palmqvist, de mecenas van de expeditie.